# Hank Williams
Pour les articles homonymes, voir Hank Williams (homonymie) et Williams.
Hiram King « Hank » Williams, né le 17 septembre 1923 et mort le 1er janvier 1953, est un chanteur, guitariste et compositeur américain, icône de la musique country, et un musicien influent du XXe siècle.
Adepte influent du style honky tonk, il enregistre de nombreux disques à succès, et son charisme sur scène ainsi que ses compositions concises alimentent sa célébrité. Son catalogue musical est l'un des piliers de la musique country. Ses chansons ont été reprises par des artistes pop, gospel et rock. Sa légende n'a fait que croître depuis sa mort prématurée à l'âge de 29 ans.
Son fils Hank Williams, Jr., sa fille Jett Williams, et ses petits-enfants Hank Williams III et Holly Williams sont aussi des musiciens professionnels.

## Biographie

### Jeunesse

#### Naissance
Williams naît en 1923, dans la ville de Mount Olive, en Alabama.
Son nom vient de Hiram Ier de Tyre, mais il est mal orthographié Hiriam sur son certificat de naissance.
Il lui est diagnostiqué un cas de spina bifida occulta, un problème de colonne vertébrale, qui l'accompagnera toute sa vie avec un mal de dos chronique.
Ses parents sont Alonzo Huble Williams, connu sous le nom de Lon, conducteur de locomotive pour une compagnie forestière régionale et vétéran de la Première Guerre mondiale, et Jessie Lillybelle Williams, connue sous le nom de Lillie. Hank a une sœur nommée Irène.

#### Enfance
Durant son enfance, la famille Williams déménage fréquemment, dans l'Alabama du Sud, suivant les nécessités du travail de son père. À l'âge de 6 ans, Hank fait ses débuts dans la musique en intégrant une chorale d'église, puis en 1930, alors âgé de 7 ans, sa mère lui achète sa première guitare.
La même année, dans une clinique pour vétérans du ministère des Anciens Combattants américain à Pensacola, en Floride, des docteurs diagnostiquent un anévrisme cérébral à son père. Ils envoient donc Lon Williams au centre médical du ministère des Anciens Combattants américain à Alexandria, Louisiane. Lon reste hospitalisé durant huit ans et est donc absent durant la plus grande partie de l'enfance de son fils.
En 1931, Lillie Williams ancre sa famille à Georgiana, en Alabama, où elle travaille comme tenancière d'une pension de famille. Elle parvient à trouver plusieurs emplois d'appoint pour élever ses enfants, malgré le climat économique de la Grande Dépression. Elle travaille dans une conserverie et en tant qu'infirmière de nuit à l'hôpital local. Hiram et Irene aident en vendant des cacahuètes, en cirant des chaussures et livrant des journaux. Avec l'aide de l'homme politique J. Lister Hill, la famille commence à recevoir la pension militaire de Lon.
Malgré l'état de santé du père, la famille Williams se débrouille économiquement tout au long de la Grande Dépression.

#### Adolescence
En 1933, Hank Williams déménage à Fountain, en Alabama, pour vivre avec son oncle et sa tante, Walter et Alice McNeil. Son cousin Opal McNeil emménage avec la famille Williams à Georgiana pour y aller au lycée. À Fountain, Williams, âgé de 10 ans, se lie avec son cousin J.C. McNeil, qui est de six ans son aîné. Sa tante Alice lui apprend à jouer de la guitare, et son cousin J.C. lui fait découvrir le whisky.
Après un an de vie avec sa famille de Fountain, Williams revient à Georgiana, où il fait la rencontre de Rufus Payne, musicien afro-américain de blues résidant dans la ville voisine de Greenville, en Alabama. Payne passe souvent à Georgiana et dans les villes environnantes pour se produire dans les rues et lieux publics. Rufus Payne, connu sous le surnom de Tee-Tot, devient le mentor de Williams et influence son style musical.
À l'automne 1934, la famille Williams emménage à Greenville, ville plus importante située à quinze miles au nord de Georgiana. Lillie ouvre une pension de famille à côté du tribunal de Butler County, et Williams fréquente plus assidûment Rufus Payne. Williams passe alors parfois la nuit chez Payne.
En 1937, Williams est impliqué dans une violente bagarre avec son professeur d'éducation physique. Sa mère demande l'expulsion du professeur par le conseil d'administration de l'école. Devant le refus du conseil, elle décide de déménager à Montgomery.

### Carrière

#### Débuts
En juillet 1937, les familles Williams et McNeil ouvrent une pension de famille dans la rue South Perry, au centre de Montgomery, ville plus grande que toutes celles dans lesquelles elles ont vécu jusqu'à présent. C'est à cette époque que Hiram décide de changer de façon informelle son nom pour Hank, un nom qui d'après lui correspondait mieux à son désir de carrière dans la musique country.

#### Premières performances à la radio
Le soir après l'école, et durant chaque week-end, Hank chante et joue de sa guitare Silvertone sur le trottoir, devant les studios de radio WSFA. Il suscite rapidement l'attention des producteurs de la station, qui l'invitent quelquefois à jouer en direct. Cela suscite tellement d'appels de la part des auditeurs de la station de radio, qui veulent entendre davantage le Singing Kid, que les producteurs l'engagent afin qu'il anime sa propre émission de quinze minutes, deux fois par semaine, pour un salaire hebdomadaire de quinze dollars.

#### Retrouvailles avec son père
En août 1938, Lon Williams est temporairement autorisé à quitter l'hôpital, et arrive sans prévenir à la maison familiale de Montgomery. Lillie est réticente à le laisser reprendre sa position dominante, à la tête de la gestion du ménage; il reste seulement suffisamment longtemps pour célébrer l'anniversaire de Hank en septembre avant de retourner au centre médical en Louisiane. C'est la première fois que Hank voit son père en l'espace de huit ans, et, même après cette entrevue, il a l'impression d'avoir grandi sans père.

### Drifting Cowboys

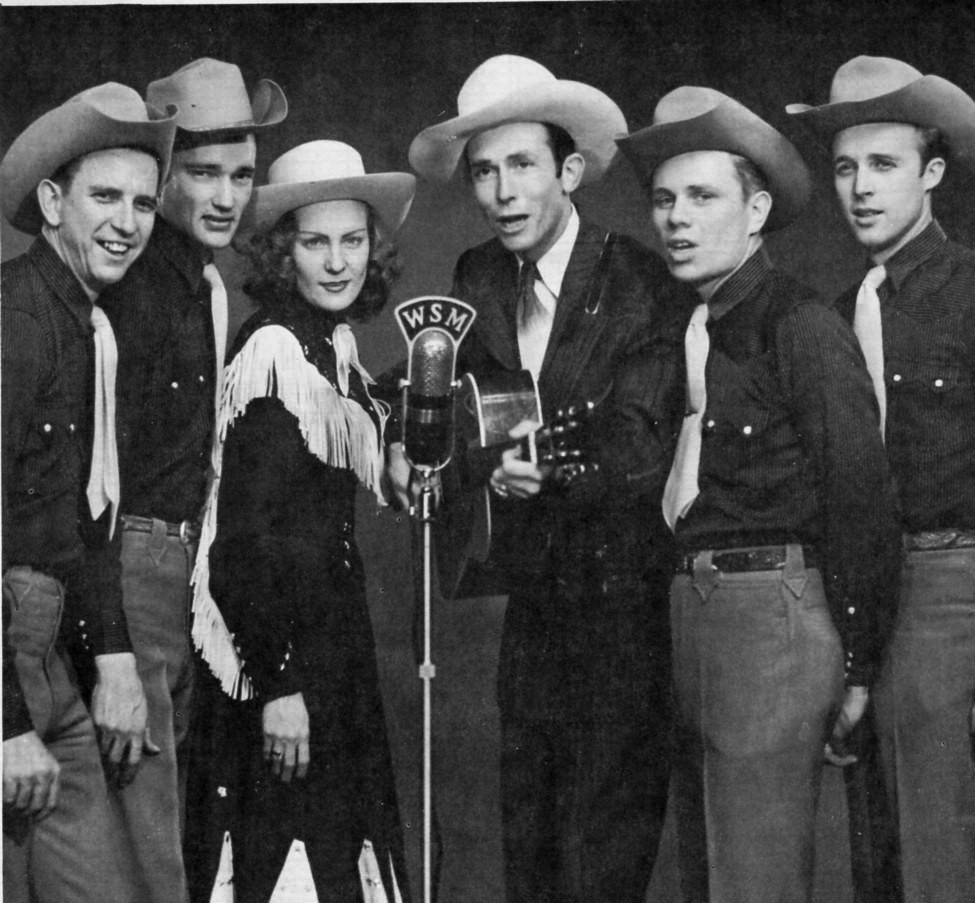
Hank Williams et les Drifting Cowboys en 1951.

L'émission de radio à succès de Hank détermine son choix d'une carrière musicale. Son salaire généreux est suffisant pour lui permettre de démarrer son propre groupe, qu'il nomme les Drifting Cowboys. Les premiers membres du groupe sont le guitariste Braxton Schuffert, le violoniste Freddie Beach et le comique Smith Hezzy Adair. Les Drifting Cowboys voyagent à travers le centre et le sud de l'Alabama, se produisant dans les clubs et lors de soirées privées. Hank abandonne l'école en octobre 1939, afin de travailler à plein temps avec les Drifting Cowboys.

### Gestion par Lillie Williams
Lillie Williams se propose comme manager des Drifting Cowboys. Elle commence à réserver les dates de concert et à négocier les prix ; elle les conduit à certains de leurs concerts. Désormais libre de voyager sans que l'emploi du temps scolaire de Hank ne prenne le dessus, le groupe est capable de se rendre aussi loin que l'ouest de la Géorgie, et l'ouest de la Floride. Entre-temps, Hank retourne à Montgomery chaque semaine pour son émission de radio.

### Impact de la Seconde Guerre mondiale
L'entrée du pays dans la Seconde Guerre mondiale, en 1941, marque le début des problèmes pour Hank Williams. Tous ses musiciens sont appelés à l'armée et beaucoup de leurs remplaçants refusent de continuer à jouer dans le groupe en raison de l'aggravation des problèmes d'alcoolisme de Hank. Son idole, Roy Acuff, la star du Grand Ole Opry, le prévient des dangers de l'alcool, disant « Tu as une voix qui vaut un million de dollars, fils, mais un cerveau qui vaut dix centimes. ». Malgré l'avertissement d'Acuff, Williams continue à se rendre à son émission de radio en état d'ébriété.

### Licenciement par la WSFA
La WSFA finit par le licencier pour « ivresse à répétition », en août 1942. Hank travaille alors quelque temps comme soudeur dans le grand chantier naval ADDSCO de Mobile.

#### Célébrité
Williams a eu douze titres numéro un des ventes durant sa courte carrière — Lovesick Blues, I'm So Lonesome I Could Cry, Long Gone Lonesome Blues, Why Don't You Love Me?, Moanin' the Blues, Cold, Cold Heart, Hey Good Lookin', Jambalaya (On the Bayou), I'll Never Get Out of This World Alive, Kaw-Liga, Your Cheatin' Heart, Take These Chains From My Heart. Il a eu aussi de nombreuses autres chansons dans le top 10.
En 1943, Williams rencontre Audrey Sheppard, et le couple se marie un an plus tard. Audrey devient aussi son manager car la carrière de Williams prend de l'ampleur et il est devenu une célébrité. En 1946, Williams enregistre deux albums pour Sterling Records, Never Again (1946) et Honky Tonkin' (1947), qui sont tous deux des succès commerciaux. Williams signe bientôt avec MGM Records, et publie Move It On Over, une réussite commerciale massive qui sera reprise par la suite par Bill Haley avec son fameux Rock Around the Clock. En août 1948, Williams rejoint la Louisiana Hayride, émettant depuis Shreveport, Louisiane, qui le fait connaître dans les foyers de tout le Sud-Est. Après quelques autres succès plus modérés, Williams publie sa version de Lovesick Blues (originellement écrit par Rex Griffin) en 1949, qui devient un grand succès et atteint un public plus vaste. Cette année-là, Williams interprète la chanson au Grand Ole Opry, où il est le premier invité à recevoir six rappels. En plus, Hank rassemble Bob McNett (guitare), Hillous Butrum (guitare basse), Jerry Rivers (violon) and Don Helms (steel guitar) qui forment la plus célèbre version des Drifting Cowboys; cette même année, Audrey Williams donne naissance à Randall Hank Williams (Hank Williams, Jr.). L'année 1949 voit aussi Williams publier sept chansons à succès après Lovesick Blues, dont Wedding Bells, Mind Your Own Business, You're Gonna Change (Or I'm Gonna Leave) et My Bucket's Got a Hole in It.
En 1950, Williams commence à enregistrer sous le nom de Luke the Drifter, surnom qui lui a été donné pour identifier ses enregistrements les plus moralistes et religieux, dont la plupart sont des récitations au lieu de son chant habituellement typé crooner. Craignant que les disc jockeys et les propriétaires de jukebox n'hésitent à accepter ces enregistrements inhabituels pour Williams, menaçant ainsi le potentiel commercial du nom Williams, le nom Luke the Drifter est employé pour masquer l'identité de l'artiste — même si l'origine des enregistrements ne laisse pas de place au doute. À cette époque, Williams produit plus de chansons à succès, comme My Son Calls Another Man Daddy, They'll Never Take Her Love from Me, Why Should We Try Anymore?, Nobody's Lonesome for Me, Long Gone Lonesome Blues, Why Don't You Love Me?, Moanin' the Blues et I Just Don't Like This Kind of Livin'. En 1951, Dear John devient un succès mais la face B, Cold, Cold Heart, reste comme l'une de ses plus célèbres chansons, aidée par la version pop numéro 1 de Tony Bennett. Cette année voit le premier de nombreux enregistrements des chansons de Williams dans des versions autres que country. (Cold, Cold Heart a par la suite été repris par Guy Mitchell, Teresa Brewer, Dinah Washington, Lucinda Williams, Cowboy Junkies, Frankie Laine, Jo Stafford, et Norah Jones, entre autres). Cette même année, Williams publie d'autres succès, dont le classique Crazy Heart.
Malgré les nombreux succès country de Williams, la légende semble résider dans la dualité de ses textes. D'un côté, il chante sur la violence (Honky Tonkin') ou l'oisiveté (Lost Highway), mais de l'autre il chante des chansons religieuses sur le remords, particulièrement la chanson éponyme de l'album I Saw the Light.
Cependant, la vie de Williams devient ingérable du fait du succès. Son mariage, toujours troublé, se désintègre rapidement, et il développe une dépendance à l'alcool, à la morphine et à d'autres produits. La plupart de ses abus viennent de ses tentatives pour calmer son perpétuel et douloureux mal de dos. En 1952, le couple se sépare et il revient chez sa mère, publiant toujours de nombreux succès, comme Half as Much, Jambalaya (On the Bayou), Settin' the Woods on Fire, You Win Again et I'll Never Get Out of This World Alive. Sa dépendance à la drogue continue d'empirer alors qu'il emménage à Nashville et se sépare officiellement de sa femme. Une relation avec Bobby Jett durant cette période se conclut par la naissance d'une fille, Jett, juste après sa mort.
En octobre 1952, Williams est licencié du Grand Ole Opry. Ayant reçu l'ordre de ne revenir qu'après son retour à la sobriété, il rejoint la Louisiana Hayride. Le 18 octobre 1952, il se marie avec Billie Jean Jones Eshliman. Une cérémonie se tient à l'auditorium municipal de La Nouvelle-Orléans, et environ 14 000 personnes achètent un ticket pour y assister. Peu après, les Drifting Cowboys décident de se séparer de Williams. Leur séparation est due au fait que Hank boit plus que ce que les concerts ne leur rapportent.

### Décès

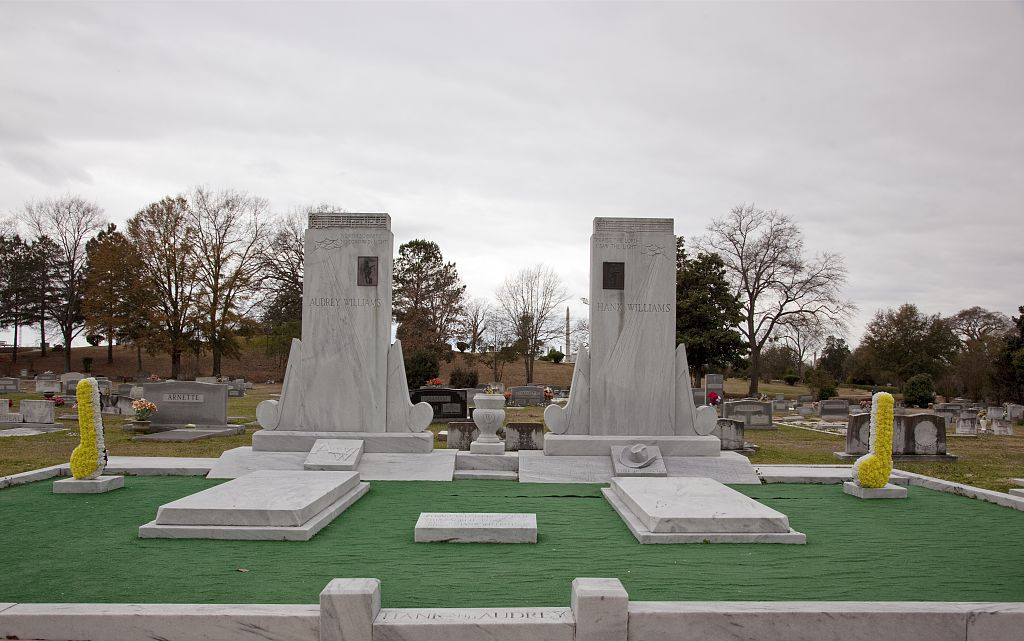
Tombe d'Hank et Audrey Williams à Montgomery, dans l'Alabama.

Le 1er janvier 1953, Williams est censé jouer à Canton, Ohio, mais il est incapable de s'y rendre en avion à cause d'une mauvaise météo. Il engage comme chauffeur un jeune homme de 17 ans, et, avant de quitter le vieil hôtel Andrew Johnson à Knoxville, Tennessee, un docteur lui injecte un mélange de vitamine B12 et de morphine pour calmer ses douleurs de dos. Il s'en va ensuite en Cadillac, et contrairement à la légende, il n'a pas de bouteille de whisky avec lui. Il essayait de remettre sa carrière sur les rails en prouvant aux promoteurs qu'il pouvait être sobre et digne de confiance. Les seuls objets trouvés sur la banquette arrière de sa voiture sont quelques canettes de bière et des paroles écrites à la main pour une chanson non enregistrée : Then Came That Fateful Day (en français : « Et vint ce jour fatidique »).
Quand le chauffeur de dix-sept ans s'arrête à une station service à Oak Hill, Virginie-Occidentale, il découvre que Williams ne répond plus et que son corps est devenu rigide. Après un examen attentif, la mort de Hank Williams est déclarée. La controverse a depuis lors entouré sa mort, certains déclarant que Williams était mort avant de quitter Knoxville. Une estimation approximative de la mort de Williams la place aux alentours de trois heures du matin.
Le dernier single de Willams était prémonitoirement intitulé I'll Never Get Out of This World Alive. Cinq jours plus tard naissait sa fille illégitime de sa liaison avec Bobbie Jett (Jett Williams). Sa veuve, Billie Jean, épousa le chanteur country Johnny Horton en septembre de cette même année (1953).
Hank Williams est inhumé à Montgomery le 4 janvier, en présence d'une immense foule endimanchée. Le 15 janvier sort le premier disque en son hommage : The Death Of Hank Williams de Jack Cardell, suivi de dizaines d'autres. Le disque Your Cheatin' Heart sera un hit posthume.

### Héritage et influence
Son fils Hank Williams, Jr., sa fille Jett Williams, son petit-fils Hank Williams III, et ses petites-filles Hillary Williams et Holly Williams sont aussi musiciens country.
Hank Williams est enterré au cimetière Oakwood Annex à Montgomery, en Alabama. Ses funérailles sont qualifiées de plus importantes jamais tenues pour un citoyen de l'Alabama et restent, pour l'instant, le plus important événement s'étant tenu à Montgomery, en Alabama. Actuellement[Quand ?], plus de cinquante ans après la mort de Williams, des membres de ses Drifting Cowboys continuent à tourner et à partager sa musique avec des générations de fans.
En 2004, le magazine Rolling Stone le classe en 74e position sur sa liste des « 100 plus grands artistes de tous les temps ».
En février 2005, la cour d'appel du Tennessee casse un jugement d'un tribunal inférieur, arbitrant en faveur des héritiers de Hank Williams — son fils Hank Williams, Jr. et sa fille Jett Williams — qui obtiennent les droits exclusifs pour la vente de ses albums faits avec une station de radio de Nashville, dans le Tennessee, au début des années 1950. La cour rejette les prétentions de Polygram Records et Legacy Entertainment sur la publication des enregistrements de Williams faits pour Mother's Best Flour Show, un programme qui fut originellement diffusé par WSM-AM. Les enregistrements, acquis par Legacy Entertainment en 1997, comprennent des versions en public des succès de Williams et ses reprises d'autres chansons. Polygram plaida que le contrat de Williams avec MGM Records, maintenant propriété de Polygram, lui donnait le droit de publier les enregistrements radio.
Un premier biopic de Harry Thomason (en), The Last Ride, sous le titre au Québec de L'histoire de Hank Williams, voit le jour. Afin de se rendre à une série de concerts pour la nouvelle année, le chanteur de musique Country Hank Williams (Henry Thomas), emploie un étudiant comme chauffeur (Jessie James). Ce film, sorti en 2011, relate les deux derniers jours de la star.
Un second biopic de Marc Abraham, sous le nom de I Saw the Light, a été tourné en Louisiane. L'acteur britannique Tom Hiddleston y incarne Hank Williams, aux côtés d'Elizabeth Olsen, qui joue Audrey Williams. Ce film, sorti en 2016, retrace les débuts de la gloire et les dernières années de la vie du musicien.
La chanson From Hank to Hendrix (en) de Neil Young lui est probablement dédiée.

## Discographie

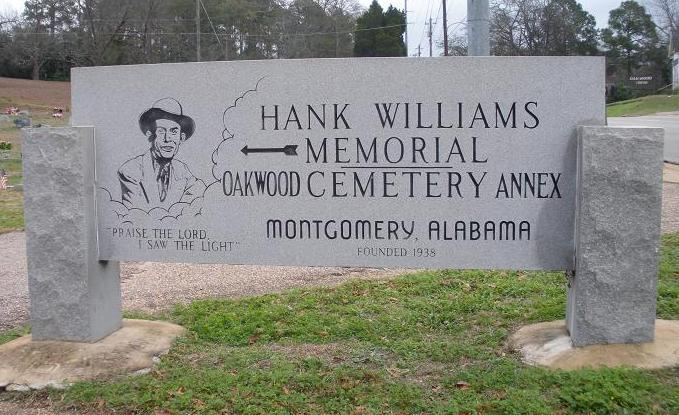
Entrée du cimetière de Montgomery.

### Singles
| Année | Morceau                                  | Classement des ventes | Classement des ventes | Album                |
| Année | Morceau                                  | US Country            | US                    | Album                |
| ----- | ---------------------------------------- | --------------------- | --------------------- | -------------------- |
| 1947  | Never Again (Will I Knock on Your Door)  | —                     | —                     | Uniquement en single |
| 1947  | Wealth Won't Save Your Soul              | —                     | —                     | Uniquement en single |
| 1947  | My Love for You (Has Turned to Hate)     | —                     | —                     | Uniquement en single |
| 1947  | Pan American                             | —                     | —                     | Uniquement en single |
| 1947  | Move It On Over                          | 4                     | —                     | Uniquement en single |
| 1947  | On the Banks of the Old Ponchartrain     | —                     | —                     | Uniquement en single |
| 1948  | My Sweet Love Ain't Around               | —                     | —                     | Moanin' the Blues    |
| 1948  | Honky Tonkin'                            | 14                    | —                     | Honky Tonkin'        |
| 1948  | I'm a Long Gone Daddy                    | 6                     | —                     | Moanin' the Blues    |
| 1948  | I Saw the Light                          | —                     | —                     | I Saw the Light      |
| 1948  | A Mansion on the Hill                    | 12                    | —                     | Hank Williams Sings  |
| 1949  | Lovesick Blues                           | 1                     | 24                    | Moanin' the Blues    |
| 1949  | Wedding Bells                            | 2                     | —                     | Hank Williams Sings  |
| 1949  | Mind Your Own Business                   | 5                     | —                     | Uniquement en single |
| 1949  | You're Gonna Change (Or I'm Gonna Leave) | 4                     | —                     | Uniquement en single |
| 1949  | My Bucket's Got a Hole in it             | 2                     | —                     | Honky Tonkin'        |
| 1950  | I Just Don't Like This Kind of Living    | 5                     | —                     | Uniquement en single |
| 1950  | Long Gone Lonesome Blues                 | 1                     | —                     | Moanin' the Blues    |
| 1950  | Why Don't You Love Me                    | 1                     | —                     | Uniquement en single |
| 1950  | Why Should We Try Anymore                | 9                     | —                     | Sing Me a Blue Song  |
| 1950  | Moanin' the Blues                        | 1                     | —                     | Moanin' the Blues    |
| 1951  | Cold, Cold Heart                         | 1                     | —                     | The Memorial Album   |
| 1951  | Howlin' at the Moon                      | 3                     | —                     | Honky Tonkin'        |
| 1951  | Hey Good Lookin'                         | 1                     | —                     | The Memorial Album   |
| 1951  | (I Heard That) Lonesome Whistle          | 9                     | —                     | Ramblin' Man         |
| 1951  | Baby, We're Really in Love               | 4                     | —                     | Honky Tonkin'        |
| 1952  | Honky Tonk Blues                         | 2                     | —                     | Moanin' the Blues    |
| 1952  | Half as Much                             | 2                     | —                     | The Memorial Album   |
| 1952  | Jambalaya (On the Bayou)                 | 1                     | 20                    | Honky Tonkin'        |
| 1952  | Settin' the Woods on Fire                | 2                     | —                     | The Memorial Album   |
| 1952  | I'll Never Get Out of This World Alive   | 1                     | —                     | Honky Tonkin'        |

#### Faces B
| Année | Morceau                                         | US Country | Face A originale                         |
| ----- | ----------------------------------------------- | ---------- | ---------------------------------------- |
| 1949  | Never Again (Will I Knock on Your Door)         | 6          | Lovesick Blues                           |
| 1949  | Lost Highway                                    | 12         | You're Gonna Change (Or I'm Gonna Leave) |
| 1950  | My Son Calls Another Man Daddy                  | 9          | Long Gone Lonesome Blues                 |
| 1950  | They'll Never Take Her Love from Me             | 5          | Why Should We Try Anymore                |
| 1950  | Nobody's Lonesome for Me                        | 9          | Moanin' the Blues                        |
| 1951  | Dear John                                       | 8          | Cold, Cold Heart                         |
| 1951  | I Can't Help it (If I'm Still in Love with You) | 2          | Howlin' at the Moon                      |
| 1951  | Crazy Heart                                     | 4          | (I Heard That) Lonesome Whistle          |
| 1952  | You Win Again                                   | 10         | Settin' the Woods on Fire                |
| 1953  | Your Cheatin' Heart (posthume)                  | 1          | Kaw-Liga                                 |

#### Singles posthumes
| Année | Morceau                                             | Classement des ventes | Classement des ventes | Album                             |
| Année | Morceau                                             | US Country            | US                    | Album                             |
| ----- | --------------------------------------------------- | --------------------- | --------------------- | --------------------------------- |
| 1953  | Kaw-Liga                                            | 1                     | —                     | The Memorial Album                |
| 1953  | Take These Chains from My Heart                     | 1                     | —                     | Ramblin' Man                      |
| 1953  | I Won't Be Home No More                             | 4                     | —                     | Honky Tonkin'                     |
| 1953  | Weary Blues from Waitin'                            | 7                     | —                     | Moanin' the Blues (album de 1956) |
| 1953  | Calling You                                         | —                     | —                     | I Saw the Light                   |
| 1954  | Low Down Blues                                      | —                     | —                     | Moanin' the Blues (album de 1956) |
| 1954  | How Can You Refuse Him Now                          | —                     | —                     | I Saw the Light                   |
| 1954  | I Ain't Go Nothin' But Time                         | —                     | —                     | Uniquement en single              |
| 1954  | Angel of Death                                      | —                     | —                     | I Saw the Light                   |
| 1955  | Please Don't Let Me Love You                        | 9                     | —                     | The Immortal Hank Williams        |
| 1955  | Message to My Mother                                | —                     | —                     | I Saw the Light (album de 1956)   |
| 1955  | Teardrop on a Rose                                  | —                     | —                     | Uniquement en single              |
| 1955  | At the First Fall of Snow                           | —                     | —                     | The Immortal Hank Williams        |
| 1955  | Battle of Armagedeon                                | —                     | —                     | Uniquement en single              |
| 1956  | California Zephyr                                   | —                     | —                     | The Immortal Hank Williams        |
| 1956  | I Wish I Had a Nickel                               | —                     | —                     | The Immortal Hank Williams        |
| 1956  | Singing Waterfall                                   | —                     | —                     | Sing Me a Blue Song               |
| 1956  | The Pale Horse and His Rider                        | —                     | —                     | Uniquement en single              |
| 1957  | Ready to Go Home                                    | —                     | —                     | Uniquement en single              |
| 1957  | Leave Me Alone with the Blues                       | —                     | —                     | Uniquement en single              |
| 1957  | Waltz of the Wind                                   | —                     | —                     | The Immortal Hank Williams        |
| 1958  | My Bucket's Got a Hole in it                        | —                     | —                     | Honky Tonkin'                     |
| 1958  | Just Waitin'                                        | —                     | —                     | Uniquement en single              |
| 1965  | Lovesick Blues                                      | —                     | —                     | Father and Son                    |
| 1965  | The Pale Horse and His Rider (avec Audrey Williams) | —                     | —                     | Mr. and Mrs. Hank Williams        |
| 1966  | I'm So Lonesome I Could Cry                         | 43                    | 109                   | Legend Lives Anew with Strings    |
| 1966  | Kaw-Liga                                            | —                     | —                     | Legend Lives Anew with Strings    |
| 1966  | They'll Never Take Her Love from Me                 | —                     | —                     | Legend Lives Anew with Strings    |
| 1967  | Dear John                                           | —                     | —                     | Hank Williams More with Strings   |
| 1976  | Why Don't You Love Me                               | 61                    | —                     | Insight into Hank Williams        |

## Hommages
- Dans l'Alabama, une partie de la route I-65, entre Georgiana et Montgomery, a été baptisée The Hank Williams Memorial Lost Highway en 1997[9].
- Neil Young a acheté à Tuck Tailor, l'ancienne guitare de Hank, et s'est produit avec elle durant environ 30 ans. Il a écrit à son sujet la chanson This Old Guitar, présente sur l'album Prairie Wind (2005) et dans le film Neil Young: Heart Of Gold (2006).
- 1994 : Hanky Panky, album hommage du groupe The The.
- 1999 : Hillbilly Shakespeare, album de Bap Kennedy.

## Utilisation des chansons (cinéma, publicité, jeux vidéo)
- - Sa chanson I saw the light est largement reprise en 1974 dans la série télévisée Columbo (saison 3, épisode 7) : Le Chant du cygne (Swan Song)
- Hank Williams et ses chansons sont cités dans le film Les Évadés réalisé par Frank Darabont en 1994, d'après une nouvelle de Stephen King.
- Your Cheatin' Heart a été utilisé dans une publicité de Pepsi.
- Hey Good Lookin' apparaît en 2004 sur le jeu vidéo Grand Theft Auto: San Andreas, jouée sur la station radio virtuelle K-ROSE, spécialisée dans la musique country.
- En 2006, My Heart Would Know peut être entendu dans le film d'animation Cars.
- Depuis 2010, un projet de film québécois, toujours en quête de financement, porte le nom de Hank est en ville !. Il est inspiré de l'événement entourant le spectacle auquel Hank Williams n'a pas pu se produire le 1er janvier 1953 dans l'Ohio[10].
- Lost Highway peut être entendu à 8 min 30 s dans le 500e épisode de la série américaine Les Simpson, lorsque la famille est expulsée de Springfield (saison 23, épisode 14, Enfin la liberté).
- Les chansons Kaw-Linga, Long Gone Lonesome Blues et Ramblin' Man figurent dans la bande originale du film Moonrise Kingdom.
- Alone And Forsaken et I'll Never Get Out Of This World Alive peuvent être entendues dans le jeu post-apocalyptique The Last Of Us sorti en 2013, dans le niveau "embuscade". Les chansons sont également présentes dans l'adaptation du jeu en série.
- La chanson Settin' The Woods On Fire est utilisée dans l'épisode 3 de The End Of The F******* World.
- Dans l'épisode de South Park, Le Super-Classeur (épisode 12 de la saison 4) on peut entendre l'intro de Your Cheatin' Heart, au début de l'épisode lorsqu'ils sont à l'arrêt de bus.